# Isaac Sailmaker
Isaac Sailmaker nato Isaac Zeilmaker (Scheveningen, 1633 – Londra, 28 giugno 1721) è stato un pittore olandese attivo in Gran Bretagna.

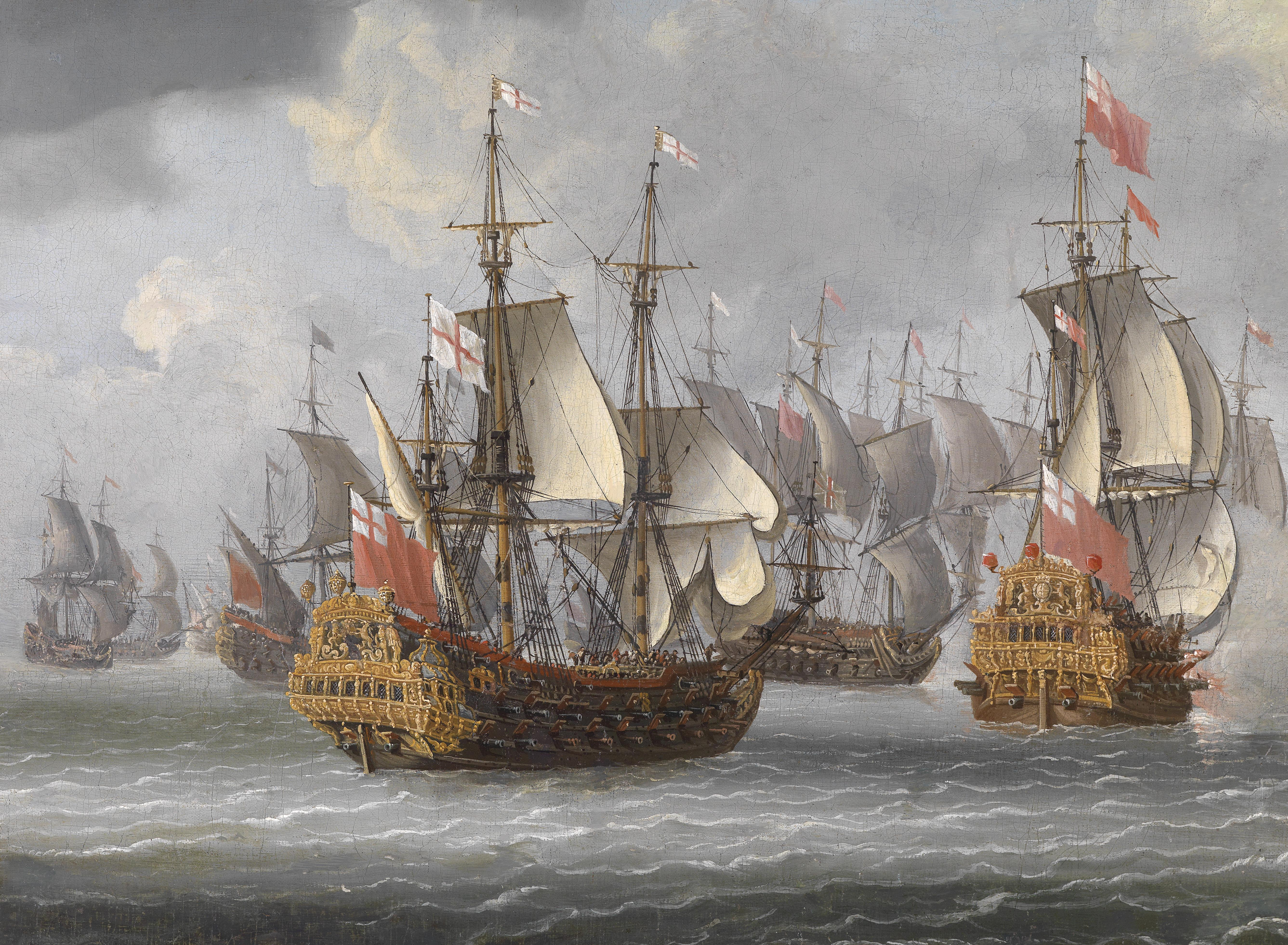
Man-of-war inglese

Si trasferì a Londra per lavorare per George Geldorp e successivamente per Oliver Cromwell. È noto per dipinti di navi e fari. Il suo più notevole dipinto si tratta probabilmente del primo Faro di Eddystone dato che la struttura originale venne distrutta da una tempesta.